# Brigitte de Gastines
Pour les articles homonymes, voir Gastines (homonymie).
 (octobre 2013).
Si vous disposez d'ouvrages ou d'articles de référence ou si vous connaissez des sites web de qualité traitant du thème abordé ici, merci de compléter l'article en donnant les références utiles à sa vérifiabilité et en les liant à la section « Notes et références ».
Brigitte de Gastines-Cachart (née de Turckheim)  est présidente de société et ancien membre du Comité Consultatif de la Banque de France. Elle est élue femme d'affaires de l'année en 1990.

## Biographie
« Il y a une chose qui coûte plus cher que l’information, c’est l’ignorance… ». Forte de ce credo, Brigitte de Turckheim succède en 1976 à son père, Maurice de Turckheim à la présidence de la société SVP.
Trois lettres inspirantes selon Georges Mandel, initiateur de cet indicatif téléphonique en 1935 mais devenues une référence nationale avec la puissance du 11 11 accolé au standard télévisé des Dossiers de l’Ecran au cœur des années 60.
Lorsqu’elle en prend les destinées, à peine trentenaire, Brigitte de Turckheim dite de Gastines en connaît déjà bien les rouages. Après de études de droit et à HEC, elle a intégré à peu près tous les services de l’entreprise d’information par téléphone. Du standard au commercial en passant par la production de services de renseignements aux clients. Une société vouée à l’information dans tous les domaines de la vie sociale, professionnelle, technique, culturelle, comptable mais dont la santé économique tient dans un équilibre parfois précaire. 
En 25 ans, elle fait de SVP une marque implantée dans toute l’Europe, avec également des filiales aux USA et au Japon et un siège international à Genève. Dans le même temps, la mutation des services par téléphone permet de développer du Conseil en temps réel dans les domaines juridiques, fiscaux et tous les domaines du droit du Travail. Cette expertise permettra également l’éclosion de sociétés filiales comme SVP multi-info spécialisée dans la gestion de centres d’appel à valeur ajoutée. A son apogée l’entreprise compte près de 20000 abonnés et un modèle économique devenu pérenne.
Dans le même temps, au fil des années, Brigitte a réussi à acheter ou à racheter les actions de la société éparpillées entre personnes morales ou physiques étrangères à la société afin de devenir l’actionnaire majoritaire. 
Élue Femme d’Affaires de l’année par « Le nouvel Économiste »  en 1990, Brigitte accepte également différentes responsabilités : Présidente du Comité Français des Manifestations Économiques à l’Étranger, Présidente de l’Association pour le Progrès du Management, Présidente du Mouvement Français pour la Qualité… 
En 1994, SVP reçoit la reconnaissance de l'Office professionnel de qualification des conseils en management.
En 1995, avec son mari, le journaliste de télévision Eric Cachart,  Brigitte de Gastines lance la filiale SVP Multi-Info chargée d'élaborer, pour le compte de tiers, des services personnalisés d'information ou de communication.
Pionnière dans la création d’un centre de réflexion consacré à l’émergence des nouveaux services via Internet, elle mesure également les différentes évolutions à venir dans le monde de l’information et décide en 2001 de vendre l’ensemble du groupe SVP pour se consacrer à de nouvelles activités.
C’est ainsi que prend naissance le Chalet d’Adrien à Verbier, hôtel *****, considéré aujourd’hui comme l’un des fleurons de Relais & Châteaux à la montagne, puis le Chalet de Flore**** au cœur de la station valaisanne.
Brigitte de Turckheim (épouse Cachart depuis 1991) est Officier de la Légion d’Honneur, Commandeur dans l’Ordre National du Mérite. 
Elle gère aujourd'hui avec son époux le groupe hôtelier Verbier Luxury Hotels.

## Reconversion dans l'hôtellerie
Brigitte de Gastines-Cachart achète le Château de Curzay en Poitou qu'elle transforme avec son époux en Relais & Châteaux 4 étoiles avec un restaurant étoilé au Guide Michelin. Puis Le Chalet d'Adrien désormais membre des Relais & Châteaux à Verbier, en Suisse. En 2012, ils ouvrent un autre hôtel 4 étoiles à Verbier, Le Chalet de Flore.

## Anciens mandats
- Présidente du CFME[1],[2]
- Présidente de l'Association pour le Progrès du Management (Apm) (1998 - 2011)
- Présidente du Mouvement pour la Qualité
- Présidente du Comité Français des Manifestations économiques à l'étranger
- Membre du Conseil national du patronat français (Cnpf) puis du Mouvement des entreprises de France (Medef)
- Administratrice des Relais & Châteaux

## Décorations
- Chevalier de la Légion d'Honneur en 1993[3], promue Officier en 2001[4]
- Chevalier de l'Ordre national du Mérite en 1987, promue Officier en 1997[5], promue Commandeur en 2008[6]

## Publications
- Brigitte De Gastines, Passion SVP, femme et PDG, Presses de la Cité, 1987, 192 p.
- Brigitte De Gastines, Guide SVP Des Particuliers, Editions Svp, 480 p.